# Calyptrogyne
Calyptrogyne es un género con 17 especies de plantas con flores perteneciente a la familia  de las palmeras (Arecaceae).  
Es originario de la América Central.
Calyptrogyne ghiesbreghtiana es la especie más conocida del género.  Es una pequeña palmera en la que su estípite no excede de los 2 metros de altura.  Las hojas son pinnadas y compuestas por alrededor de tres a nueve foliolos. 

## Taxonomía
El género fue descrito por Hermann Wendland y publicado en Botanische Zeitung (Berlin) 17(8): 72. 1859. La especie tipo es: Calyptrogyne spicigera (K. Koch) H. Wendl.
Etimología
Calyptrogyne: nombre genérico que deriva de las palabras griegas antiguas: kalyptra = "capucha" y gyne = "mujer, femenina" y se refiere al capote inclinado como una corona de las flores femeninas.

## Especies
- Calyptrogyne allenii (L.H.Bailey) de Nevers
- Calyptrogyne anomala de Nevers & A.J.Hend.
- Calyptrogyne baudensis A.J.Hend.
- Calyptrogyne coloradensis A.J.Hend.
- Calyptrogyne condensata (L.H.Bailey) Wess.Boer
- Calyptrogyne costatifrons (L.H.Bailey) de Nevers.
- Calyptrogyne deneversii A.J.Hend.
- Calyptrogyne fortunensis A.J.Hend.
- Calyptrogyne ghiesbreghtiana (Linden & H.Wendl.) H.Wendl.
- Calyptrogyne herrerae Grayum
- Calyptrogyne kunorum de Nevers
- Calyptrogyne osensis A.J.Hend.
- Calyptrogyne panamensis A.J.Hend.
- Calyptrogyne pubescens de Nevers
- Calyptrogyne sanblasensis A.J.Hend.
- Calyptrogyne trichostachys Burret
- Calyptrogyne tutensis A.J.Hend.